# Fernando Correa (futebolista)
Fernando Edgardo Corre Ayala (Montevidéu, 6 de janeiro de 1974) é um ex futebolista uruguaio que atuava como atacante. Seu último clube foi o River Plate do Uruguai.